# Aichi E3A
Aichi E3A ili Heinkel HD 56 je bio izvidnički hidroavion razvijen u Njemačkoj 1929. godine kako bi mogao djelovati s bojnih brodova Japanske carske mornarice, koja mu je dodijelila naziv Type 90-1 izvidnički hidroavion ili E3A. Bio je to klasični dvokrilac s otvorenim kokpitom. 

## Dizajn i razvoj
Njemačka zrakoplovna kompanija „Heinkel“ je dizajnirala zrakoplov po narudžbi japanske tvrtke Aichi Kokuki s ciljem da istoga uključe u natječaj kojeg je raspisala japanska mornarica. Heinkel je izradio jedan prototip nazvan HD 56, kojeg je zatim mornarica usporedno proučavala skupa sa zrakoplovima Nakajima E4N i Kawanishi E5K. Heinkelov prototip je 1931. godine proglašen najboljim, s time da je tvrtka Aichi trebala poraditi na nekim poboljšanjima, prije svega na većem dosegu. Preuređene inačice konkurentskih zrakoplova kompanija Nakajima i Kawanishi su na kraju također ušle u proizvodnju, s time da je zrakoplov tvrtke Nakajima na kraju proizveden u mnogo većem broju negoli sam E3A.
Preinake koje su kasnije načinjene u tvornici Aichi su se ticale smanjenja dužine zrakoplova, kao i raspona krila, zatim zamijene motora „Wright Whirlwind“ s domaćim „Hitachi Tempu“, kao i još brojni sitni detalji. Početni testovi su obavljeni u kolovozu 1931. godine u gradu Nagoya, te je zrakoplov uveden u službu naredne godine. U vrijeme izbijanja Drugog kinesko-japanskog rata E3A je još uvijek bio u službi na krstaricama klase Sendai.

## Korisnici
- Japan

## Tehničke karakteristike (E3A1)
Izvori podataka: Japanese Aircraft 1910-1941
Osnovne karakteristike
- posada: 2
- dužina: 8.45 m
- raspon krila: 11.10 m
- površina krila: 34.5 m2
- visina: 3.67 m

Letne karakteristike
- najveća brzina: 197 km/h
- ekonomska brzina: 125 km/h
- dolet: 753 km
- brzina penjanja: 2.7 m/s
- najveća visina leta: 4710
- motor: 1 x Hitachi Tempu Type 90

Naoružanje
- naoružanje: 1 × 7.7 mm fiksna strojnica, 1 × 7.7 mm strojnica straga, 30 kg bombi.